# 15e corps d'armée (Empire allemand)
Le 15e Corps d'armée est une grande unité de l'armée prussienne de 1871 à 1919.

## Histoire
Le 15e corps d'armée est formé après la création du Reichsland d'Alsace-Lorraine le 20 mars 1871 à partir de contributions d'autres grandes unités de l'armée prussienne. La circonscription du corps comprend au début l'ensemble du Reichsland d'Alsace-Lorraine, jusqu'à ce que le 16e corps d'armée soit formé en 1890 en Lorraine par des contributions du corps qui avait entre-temps dépassé son effectif normal.
Le siège du commandement général est Strasbourg jusqu'en novembre 1918. En temps de paix, le corps dépend de la 5e inspection de l'armée à Karlsruhe.

### Première Guerre mondiale
Après le début de la Première Guerre mondiale, le 15e corps d'armée est rattaché en août 1914 à la 7e armée sous le commandement du colonel général von Heeringen en Alsace. La 30e division sous les ordres du lieutenant général von Eben et la 39e division sous les ordres du lieutenant général von Watter sont affectées au corps qui se déploit dans la région de Zabern-Schirmeck et se dirige vers Colmar. Avec le 14e corps d'armée du général von Hoiningen, qui se déploit plus au sud, les Vosges du nord sont couvertes contre les attaques françaises. Le 7e corps français sous les ordres du général Bonneau franchit la frontière et occupe Mulhouse le 8 août. Le colonel général von Heeringen charge les 14e et 15e corps d'armée de contre-attaquer immédiatement. Mulhouse est reconquise par le 14e corps, le 15e corps menant une charge sur le flanc des troupes françaises qui reviennent déjà sur Thann. À la mi-août, le commandant en chef de l'aile gauche de l'armée allemande, le prince héritier Rupprecht de Bavière, pousse la 6e armée qui lui est subordonnée à contre-attaquer sur la ligne de la Sarre. L'attaque de la 7e armée prolonge l'attaque vers le sud le 20 août - entre Sarrebourg et Lutzelhouse. Sur l'aile gauche, le 14e corps se bat victorieusement jusqu'à Baccarat en passant par Blamont, à droite, le 15e corps atteint Badonviller.
Après la retraite de la Marne, le 15e corps est évacué en avant-garde de la 7e armée vers le nouveau front de l'Aisne. Le général en chef von Heeringen craint la percée de l'ennemi entre le 15e corps, nouvellement introduit sur le front, et le 7e corps de réserve. La contre-attaque allemande a lieu après l'arrivée de la 39e division, Corbeny est repris le 14 septembre avec le plateau de Craonne. La 30e division, transportée plus tard, entre en action sans l'artillerie qui suit encore et prend d'assaut le village de Craonne le 16 septembre. La prise d'Hurtebise réussit le 21 septembre, la 30e division perd 3 000 hommes.
Après que les combats de l'Aisne se soient transformés en guerre de position, le chef d'état-major Falkenhayn ordonne le retrait du 15e corps d'armée vers les Flandres. Dans la deuxième phase de la bataille d'Ypres, le corps de Deimling est transféré à la 6e armée, dans le groupe « Fabeck » nouvellement formé, il prend en charge la protection du flanc nord du 2e corps bavarois. Le Corps de la 1re armée est envoyé sur Wytschaete. Le 3 novembre, le 15e corps s'empare de Veldhoek et le 4 novembre, Deimling fait bombarder par l'artillerie les célèbres halles aux draps médiévales d'Ypres, contre les instructions expresses du commandant en chef de la 6e armée. Le 25 novembre, le corps d'armée passe dans la zone de commandement de la 4e armée du duc de Wurtemberg et s'installe dans la région au sud-est d'Ypres pour la guerre de position.
Le soir du 17 avril 1915, les Britanniques font exploser une mine sur la ligne Ypres-Comines, le 15e corps subit de lourdes pertes au sud-est de Zillebeke. La colline 60, tenue par le 172e régiment d'infanterie, est perdue le 21 avril après des combats mouvementés. Lors de la deuxième bataille des Flandres, le 15e corps ainsi que le 27e corps de réserve (de) n'interviennent que tardivement dans la région de Hollebeke et Geluveld. Après la bataille de la colline 60, les attaques dans le secteur du corps sont arrêtées des deux côtés le 9 mai ; le corps reste encore jusqu'en décembre 1915 en guerre de position devant Ypres et est transféré à la 5e armée à la mi-février 1916.
Le corps ne participe à la bataille de Verdun sur l'aile gauche de l'armée qu'à partir du 25 février 1916, l'attaque des 30e et 39e divisions dans la plaine de la Woëvre s'enlise après seulement trois jours. Les attaques qui se poursuivent jusqu'en juillet valent au corps d'être affecté entre-temps à la 50e division d'infanterie. Fin août, le corps se trouve dans la zone du « Groupe Meuse Est » sur la ligne des villages d'Abaucourt et de Moranville.
Dans la phase finale de la bataille de la Somme, le corps est transféré à la 1re armée sous le commandement du général von Below. Le 26 octobre 1916, le 15e corps prend en charge la « section de combat C » en face de la localité de Sailly-Saillisel. L'attaque de Sailly-Sallisel le 30 octobre échoue, les troupes de choc qui se sont avancées sont coupées par les unités qui les suivent. Le général von Deimling est remplacé le 24 mai 1917, le corps est repris par l'ancien chef d'état-major de la 4e armée, le général de corps d'armée Ilse (de).
À partir du 30 octobre 1917, le corps se trouve dans la région de Reims et est désigné comme « groupe Brimont ». Au début de la troisième bataille de l'Aisne, fin mai 1918, le « groupe Brimont » forme l'aile droite de la 1re armée. Le « groupe Ilse » intervient ensuite également pendant la deuxième bataille de la Marne en juillet 1918 avec la 33e division de réserve ainsi que les 86e, 213e et 242e divisions d'infanterie entre Berry-au-Bac et Brimont dans ce que l'on appelle « l'offensive Reims-Marneschutz ».
À partir du 26 juillet 1918, le corps se trouve sous la désignation « Groupe Bensdorf » auprès du groupe d'armées duc Albert dans la section de la 19e armée sous le commandement du général en chef von Bothmer. En octobre 1918, la 1re division de Landwehr (de) et la 83e division d'infanterie sont subordonnées au commandement du corps.

## Structure

### Ordre de bataille en 1914
- 30e division à Strasbourg
- 39e division à Colmar
- 8e bataillon de chasseurs rhénans à Sélestat
- 14e bataillon de chasseurs (de) à Colmar
- 9e détachement de mitrailleuses de forteresse à Strasbourg
- 10e détachement de mitrailleuses de forteresse à Mutzig
- 10e régiment d'artillerie à pied à Hanovre et Strasbourg
- 13e régiment d'artillerie à pied à Ulm et Vieux-Brisach
- Commandement du génie du 15e corps d'armée
  - 15e bataillon du génie à Strasbourg
  - 19e bataillon du génie à Strasbourg
- 4e compagnie de téléphone de forteresse à Strasbourg
- 4e bataillon d'aviation à Strasbourg, Metz et Fribourg-en-Brisgau
- 15e bataillon du train à Strasbourg[3].

## Commandement général
L'autorité de commandement du corps d'armée était le commandement général, dirigé par un général commandant.
| Grade                                        | Nom                                    | Date                                             |
| -------------------------------------------- | -------------------------------------- | ------------------------------------------------ |
| General der Infanterie                       | Eduard von Fransecky                   | 20 mars 1871 - 31 octobre 1879                   |
| General der Infanterie                       | Edwin von Manteuffel                   | 1er novembre 1879 - 15 septembre 1885            |
| General der Kavallerie                       | Wilhelm von Heuduck (de)               | 16 septembre 1885 - 3 novembre 1890              |
| General der Infanterie                       | Alfred von Lewinski                    | 4 novembre 1890 - 31 mars 1892                   |
| General der Infanterie                       | Wilhelm von Blume                      | 1er avril 1892 - 3 avril 1896                    |
| Würt. Generalleutnant/General der Infanterie | Kuno von Falkenstein (de)              | 4 avril 1896 - 6 mai 1899                        |
| Generalleutnant                              | Emil von Meerscheidt-Hüllessem         | 22 mai - 2 juillet 1899 (chargé de la direction) |
| Generalleutnant                              | Emil von Meerscheidt-Hüllessem         | 3 juillet 1899 - 8 juin 1900                     |
| Generalleutnant/General der Infanterie       | Anton Herwarth von Bittenfeld          | 9 juin 1900 - 31 mars 1903                       |
| Generalleutnant/General der Infanterie       | Leopold Hentschel von Gilgenheimb (de) | 1er avril 1903 - 13 janvier 1910                 |
| General der Infanterie                       | Max von Fabeck                         | 31 janvier 1910 - 28 février 1913                |
| General der Infanterie                       | Berthold von Deimling                  | 1er mars 1913 - 24 mai 1917                      |
| Generalleutnant                              | Emil Ilse (de)                         | 25 mai 1917 - 15 avril 1919                      |
| Generalleutnant                              | Arnold Lequis                          | avril - juin 1919                                |